# Exochus villosus
Exochus villosus är en stekelart som beskrevs av Valentina I. Tolkanitz 2003. Exochus villosus ingår i släktet Exochus och familjen brokparasitsteklar. Inga underarter finns listade i Catalogue of Life.